# Alex Gaststätten
Die Alex Gaststätten Gesellschaft mbH & Co. KG mit Sitz in Wiesbaden betreibt derzeit 46 Betriebe in 36 deutschen Städten, darunter 40 unter dem Namen Alex (Eigenschreibweise: ALEX), drei Brasserien und ein Miller & Carter Steakhouse. Es handelt sich um Ganztages-Gastronomiekonzepte des Konzerns Mitchells & Butlers.

## Entwicklung
1989 öffnete in Oldenburg die erste Gaststätte des Unternehmens. In den kommenden zehn Jahren kamen 18 weitere Betriebe in ganz Deutschland hinzu. 1999 wurde die Alex-Kette von dem britischen Unternehmen Mitchells & Butlers übernommen. Seither wurde die Alex-Kette mit Neueröffnungen in deutschen Großstädten weiter ausgebaut. Zwischen 2003 und 2011 erhielten die älteren Betriebe kontinuierlich ein Redesign im mediterranen Ambiente. 2022 startete mit dem Pilotbetrieb in Mainz eine neue, sehr umfangreiche Konzeptumstellung im „Urban Living“-Look, die in den kommenden Jahren in allen Alex-Betrieben umgesetzt werden soll. Aktuell (Stand: April 2025) gibt es 42 Alex-Betriebe in 35 Städten. 2022 erwirtschaftete die Erlebnisgastronomie-Kette 141,6 Millionen Euro. Unter den umsatzstärksten Freizeitgastronomie-Unternehmen im Segment der deutschen Systemgastronomie belegt Mitchells & Butlers seit 2004 einen der ersten drei Plätze.

## Konzept
Alex vereint Café, Kneipe, Bar, Bistro und Restaurant und bietet ganztägig Getränke und Speisen an. Die Betriebe sind bevorzugt in Innenstadtlagen, Fußgängerzonen oder Einkaufszentren angesiedelt und verfügen über eine große Außengastronomie. Das Konzept für die Innenausstattung teilt sich in vier Bereiche auf: Kaminecke, Café-Lounge, Bar- und Bistrobereich. Alex konnte mit deutlich über 2 Mio. verkauften Morgenessen (2017) seine Position als Nummer eins im deutschen Frühstücksmarkt festigen. 2024 eröffnete die Alex-Ganztagesgastronomie in Dresden und Weil am Rhein ihren 39. bzw. 40. Betrieb in Deutschland. 2025 wurde die Brasserie Bielefeld umgebaut und als Alex wiedereröffnet und im "Food Garden" des Main-Taunus-Zentrums Sulzbach der mittlerweile sechste Alex-Betrieb in der Metropolregion Frankfurt/Rhein-Main gestartet.

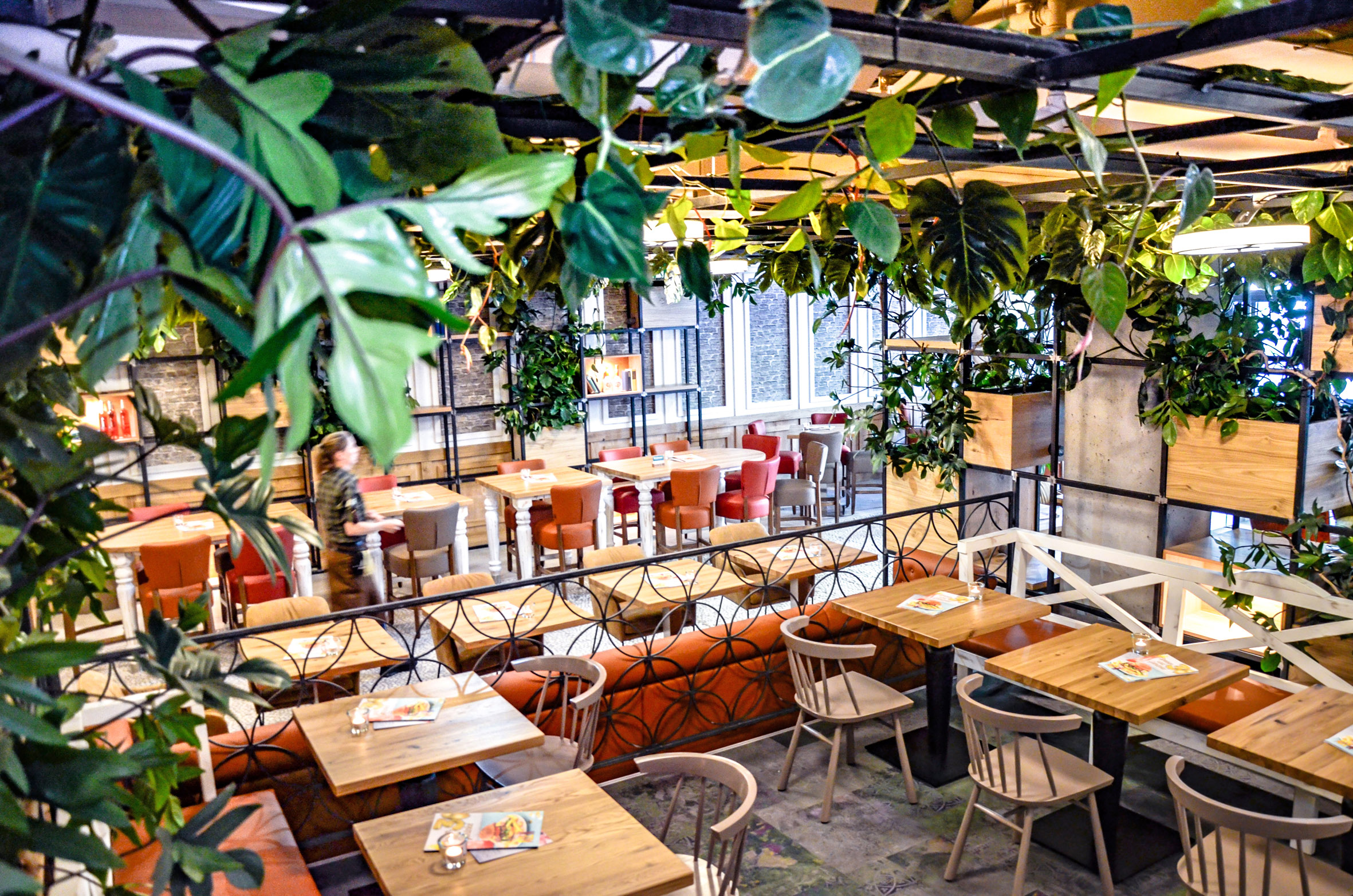
Alex Berlin Uber Platz

In Frankfurt, Münster und Saarbrücken werden außerdem Brasserien betrieben. Ihr Design orientiert sich an den traditionellen Kaffeehäusern im französischen Stil. Kulinarisch sind die Brasserien von der französischen Küche inspiriert.
In Frankfurt wurde 2019 mit dem Steakhousekonzept Miller & Carter das Gastronomie-Portfolio von Mitchells & Butlers auf dem deutschen Markt um eine weitere Marke erweitert. Ein zweites deutsches Miller & Carter Steakhouse startet Ende 2025 in Stuttgart.

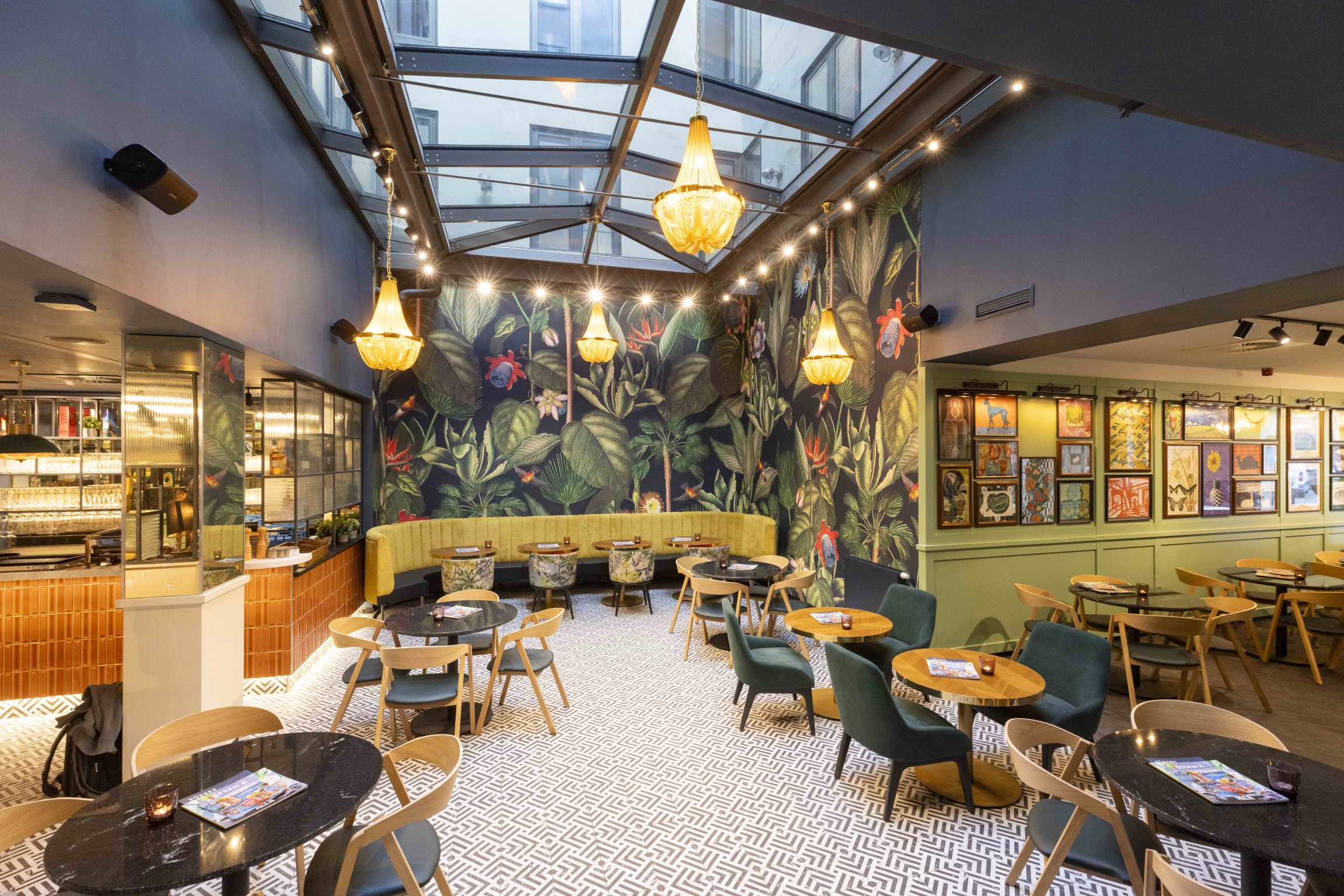
Neues Urban Living Design im Alex Dresden an der Frauenkirche

## Ausbildung
Mitchells & Butlers fördert mit einer unternehmenseigenen Trainingsakademie in  Taunusstein, in der Nähe von Wiesbaden, die fachliche Aus- und Weiterbildung seiner Mitarbeiter.

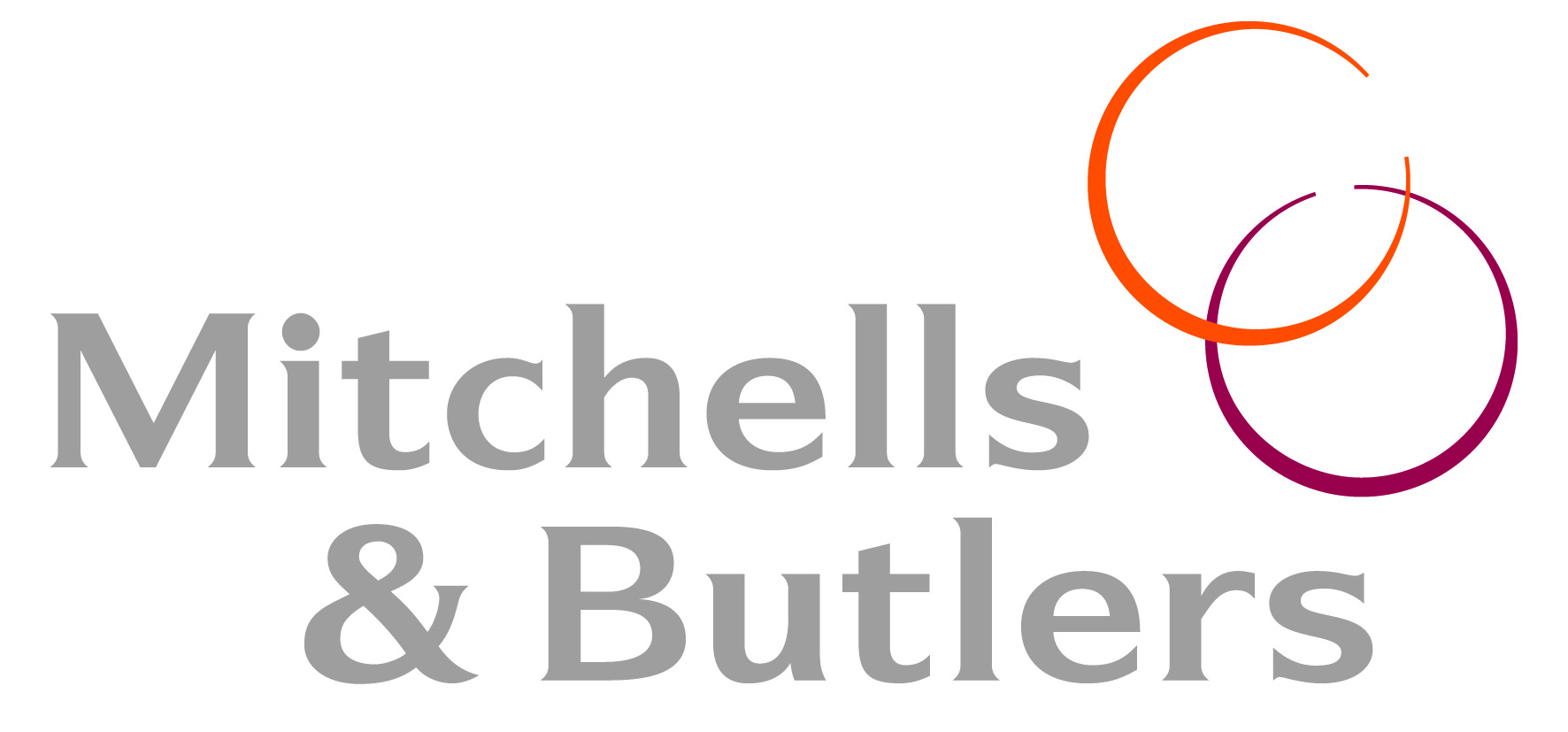
Mitchells & Butlers Logo

## Standorte
Aachen, Berlin (2), Bielefeld, Braunschweig, Bremen (2), Chemnitz, Dortmund, Dresden (2), Düsseldorf, Frankfurt am Main (3 ALEX, 1 Brasserie, 1 Miller & Carter), Fürth, Gütersloh, Hamburg (2), Karlsruhe, Kassel, Koblenz, Leipzig, Ludwigshafen am Rhein, Magdeburg, Mainz, Mülheim an der Ruhr, München (2), Münster (Brasserie), Nürnberg, Oberhausen, Osnabrück, Paderborn, Potsdam, Regensburg, Rostock, Saarbrücken (1 Alex, 1 Brasserie), Solingen, Sulzbach, Weil am Rhein, Wiesbaden und Zwickau.
Betriebe in VorbereitungMiller & Carter Steakhouse Stuttgart (Ende 2025)
Ehemalige Standorte (Auswahl)Köln: 2001 bis Dezember 2017 (Alex und All Bar One), ALEX in Oldenburg 1986–2007, ALEX (am Theater) in Bielefeld 1989–2022.

## Auszeichnungen
- Ein Ranking von ServiceValue zeichnete Alex 2012 mit dem Kundenurteil „sehr gut“ aus und damit zum Testsieger in der Kategorie „Speisen und Getränke“ im Vergleich mit 23 nationalen Freizeitgastronomie-Unternehmen.
- „Familienfreundlichstes Unternehmen“ innerhalb der deutschen Freizeitgastronomie (unabhängige Studie von Goethe-Universität Frankfurt, Welt am Sonntag und ServiceValue); Sieger 2013, 2014, 2016 und 2017,[19] Goldrang 2015
- Für ihr „nachhaltiges Engagement“ (Übernahme sozialer, ökonomischer und ökologischer Verantwortung) kam die Alex-Kette bei einer Verbraucherbefragung (Deutschland-Test, ServiceValue, Focus) im Segment Freizeitgastronomie auf Platz 5 (Februar 2017) und Platz 1 (März 2018).[20]
- Eine Untersuchung im Auftrag des Handelsblatts hat die „Besten Ausbilder 2024“[21] gekürt und Mitchells & Butlers Germany GmbH in der Branche „Gastronomie“ (Unternehmen > 1.000 Beschäftigte) ausgezeichnet. Vom Focus wird ALEX in der Sparte Systemgastronomie zum „Arbeitgeber des Jahres“ gewählt (Dezember 2024).[22]